# هرم پسماند

هرم پسماند

سه پیکان تعقیب‌کننده لوگوی بین‌المللی بازیافت. گاهی با متن "کاهش، بازکاربرد و بازیافت" ("reduce, reuse and recycle") همراه است.

هرم پسماند یا سلسله‌مراتب پسماند (به انگلیسی: Waste hierarchy) ابزاری است که در ارزیابی فرآیندهایی که محیط زیست را در کنار مصرف منابع و انرژی از مطلوب‌ترین تا کم‌مطلوب‌ترین اقدامات محافظت می‌کند، استفاده می‌شود. ترتیب اولویت‌های برنامه ترجیحی بر پایهٔ پایداری تعیین می‌شود. برای پایدار بودن، مدیریت زباله را نمی‌توان تنها با راه‌حل‌های فنی نهایی حل کرد و یک رویکرد یکپارچه نیازمند است.
هرم مدیریت پسماند نشان‌دهنده ترتیب اولویت برای اقدام برای کاهش و مدیریت پسماند است و معمولاً به صورت نموداری در قالب یک هرم ارائه می‌شود. این هرم، پیشرفت یک ماده یا محصول را از طریق مراحل متوالی مدیریت پسماند نشان می‌دهد و بخش آخر چرخه‌عمر هر محصول را نشان می‌دهد.

## اتحادیه اروپا

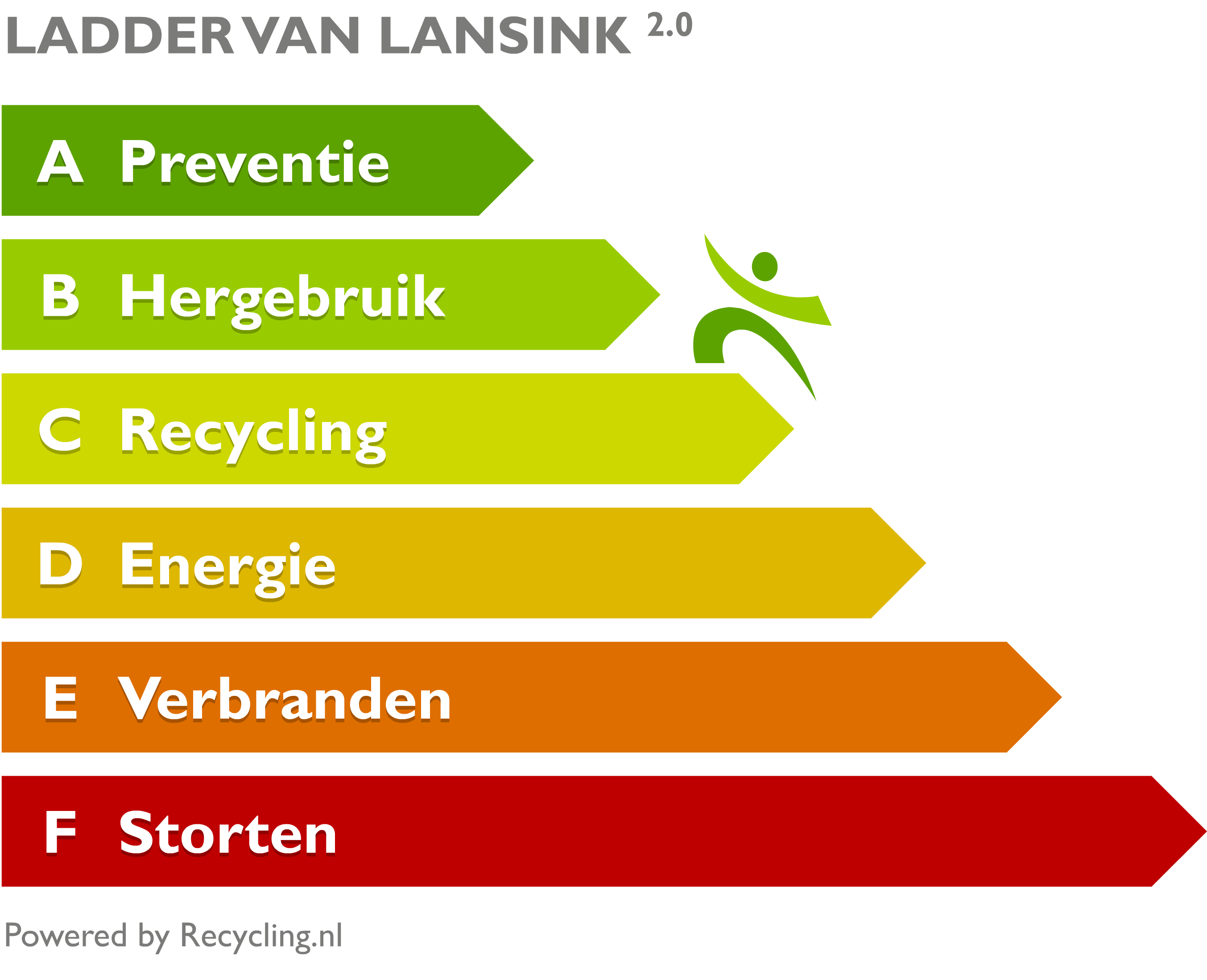
نمودار هرم پسماند

هرم پسماند اروپا به پنج گام مندرج در ماده ۴ دستورالعمل چارچوب پسماند اشاره دارد:
جلوگیری (Prevention)
جلوگیری و کاهش تولید پسماند
بازکاربرد (بازاستفاده) (Reuse) و آماده‌سازی برای کاربرد دوباره
پیش از تبدیل شدن به پسماند، عمری دوباره به محصولات می‌دهد.
بازیافت (Recycle)
هر عملیات بازیافتی که توسط آن مواد زائد به محصولات، مواد یا مواد تبدیل می‌شوند، چه برای اهداف اصلی یا دیگر. شامل کمپوست‌سازی می‌شود و سوزاندن را شامل نمی‌شود.
بازیابی (Recovery)
سوزاندن برخی زباله‌ها بر پایهٔ فرمول سیاسی غیرعلمی که کوره‌های زباله‌سوز کمتر ناکارآمد را ارتقا می‌دهد.
انباشت (Disposal)
فرآیندهای دفع زباله اعم از دفن زباله، سوزاندن، تجزیه در اثر حرارت، تبدیل به گاز و دیگر راه‌حل‌های نهایی.